# Italiaonline
Italiaonline S.p.A. (anciennement Italiaonline S.r.l.) est une maison d'édition italienne qui publie des annuaires téléphoniques.

## Filiales
- Cipi S.p.A. - Milan 100 %
- Consodata S.p.A. - Rome 100 %
- Europages S.A. - France 93,562 %
- Lighthouse International Company S.A. - Luxembourg 25 %
- Prontoseat S.r.l. - Turin 100 %
- Telegate Holding GmbH - Allemagne 100 %
- Thomson Directories Ltd. - Royaume-Uni 100 %
- Seat Corporate University S.c.ar.l. - Turin 95 %
- Telegate A.G. - Allemagne 16,43 %
- Consodata group Ltd. - Royaume-Uni 100 %